# منتخب أيرلندا لكرة القدم (1882–1950)
كان المنتخب الأيرلندي لكرة القدم يمثل أيرلندا الموحدة في مسابقات كرة القدم للفترة من 1882 حتى 1950. وهو رابع أقدم فريق دولي في العالم. وتأسس الاتحاد الأيرلندي لكرة القدم (IFA) عام 1880، وشارك بصورة منتظمة في البطولة الوطنية البريطانية منذ انطلاق نسختها الأولى، إلى جانب منتخبات إنكلترا واسكتلندا وويلز. وكان كثيرا ما يتنافس مع ويلز للحصول على المركز الثالث في البطولة، حتى نجح منتخب أيرلندا بالفوز في البطولة عام 1914، وكان سبق وان تقاسمها مع انكلترا واسكتلندا في عام 1903.
بعد تقسيم ايرلندا في عام 1920، على الرغم من أن الاتحاد الأيرلندي لكرة القدم (IFA) اقتصرت مسؤوليته على أندية أيرلندا الشمالية، واصل الـ(IFA) أختيار لاعبي المنتخب الوطني الأيرلندي من الأيرلندتين (الشمالية والجنوبية) حتى عام 1950، ولم تعتمد اسم «منتخب أيرلندا الشمالية» في مسابقاة كرة القدم الدولية حتى عام 1954، وفي البطولة الوطنية البريطانية عام 1970. ومن المسلم به إن منتخب أيرلندا الشمالية الحالي والـ(IFA) خلفا منتخب أيرلندا الأصلي. حيث ظهر بعد ذلك فريق مستقل، منفصلاً عن أيرلندا وممثلاً باتحاد الـ(F.A.I) يسمى بمنتخب أيرلندا أيضاً، وهذا الفريق هو ما يعرف حالياً بمنتخب جمهورية أيرلندا لكرة القدم.

## التأسيس
في 18 فبراير 1882، بعد عامين من تأسيس الاتحاد الأيرلندي، لعبت أيرلندا لأول مرة على الصعيد الدولي مباراة ودية في بلومفيلد بارك في بلفاست ضد إنكلترا، وخسرتها بنتيجة 0-13، ليصبح منتخب ايرلندا هو رابع منتخب وطني على المستوى الدولي في تاريخ كرة القدم. وطلت تلك النتيجة هو أكبر فوز في تاريخ إنجلترا وأثقل هزيمة في تاريخ أيرلندا. وظم المنتخب الايرلندي ذلك اليوم اللاعب صامويل جونستون، الذي كان يبلغ من العمر 15 عاما و 154 يوما ليسجل رقما قياسيا عندما أصبح اصغر لاعب يخوض مباراة دولية، الذي حتى جاء أنيبال زابيكان فالكو ولعب لمنتخب الأوروغواي في عام 1908 عن عمر يناهز 15 عاما وتسعة أيام.
في 25 فبراير 1882 لعبت أيرلندا مباراتها الدولية الثانية ضد ويلز في حلبة سباق في مدينة ريكسهام وسجل فيه جونستون أول هدف في تاريخ أيرلندا، على الرغم من إن أيرلندا خسرت 1-7 في تلك المباراة، التي شهدت هدف جونستون أصغر هداف دولي في تاريخ كرة القدم.
في عام 1884 تنافست ايرلندا في البطولة الوطنية البريطانية وخسرت جميع المباريات الثلاث أمام اسكتلندا (5-0) وأمام ويلز (6-0) وأمام إنكلترا (8-1).
ولم تحقق أيرلندا فوزها الأول حتى 13 مارس 1887، في مباراتها مع ويلز في بلفاست بنتيجة 4-1. وكان حتى تحقيق فوزهم الأول، مر المنتخب الأيرلندي بسلسلة من 14 هزيمة وتعادل واحد، وهي أطول فترة يستمر فيها منتخب دون تحقيق فوز خلال القرن ال19. وعلى الرغم من انتهاء مسلسل الهزائم، ولا ان مسلسل الهزائم الثقيلة عاد من جديد، ففي 3 مارس 1888 خسرت من ويلز 0-11، وفي 23 فبراير عام 1901 خسرت من اسكتلندا 0-11. هذه الخسائر بالإضافة إلى الخسارة التاريخية الأولى من إنجلترا لا تزال هي أكبر الانتصارات التاريخية لتلك الفرق.
ومع ذلك، كانت هناك بعض اللحظات المشرقة في كرة القدم الايرلندية; ففي 7 فبراير 1891 هزمت أيرلندا منتخب ويلز 7-2، وكان ذلك فوزها التاريخي الثاني. وسجل الأهداف الأربعة أولفير ستانفيلد وجاك رينولدز الذي ضمه نادي وست بروميتش البيون في مارس 1891، حيث تبين فيما بعد أن رينولدز كان إنجليزي الاصل ولعب لمنتتخب إنكلترا فيما بعد. في 3 مارس 1894 حققت أيرلندا أول تعادل لها مع إنكلترا بعد ثلاثة عشر هزيمة بعد ان قلبت هزيمتها من 0-2 إلى تعادل 2-2. وفي تلك المباراة كان اللاعب جاك رينولدز يلعب هذه المرة مع المنتخب الأنكليزي.
على الرغم من أن الكرة الأيرلندية في بدايتها كانت تفتقر إلى القوة والإمتاع التي تمتعت بها منتخبات انكلترا واسكتلندا، الا أن المنتخب الأيرلندي في تلك الفترة كان أصغر سنا من باقي الفرق بحيث وظف لاعبيه لفترة أطول من غيره مما جعله يستمر لفترة أطول من سواء من المنتخب الإنجليزي أو الإسكتلندي.
حيث كان يضم أصغر اللاعبين عمراً في المنتخبات الوطنية خلال القرن ال19. حيث كان صامويل جونستون قاد الطريق في بدايات الـ1880 وهو في الـ15 من عمره. ثم شو غيليسبي في 27 فبراير 1886 عن عمر يناهز الـ18 عاما، ليصبح أصغر حارس مرمى في القرن ال19. وكان كلاً من أولفرت ستانفيلد ودبليو كي جيبسون في الـ17 من عمرهما عندما لعبا لأول مرة مع المنتخب. وكان هنالك لاعباً آخر يبلغ 17 عاما هو لاعب الكريكيت الوافد، جورج غوكرودجر، وبذلك كانت أيرلندا تمتلك ثلاثة من أصغر أربعة هدافين في القرن ال19. واستطاع ستانفيلد المضي قدما لتحقيق الفوز في 30 مباراة دولية مع منتخب ايرلندا، مما جعله صاحب الأكثر مشاركات دولية من هذا القرن.

## البطولة البريطانية

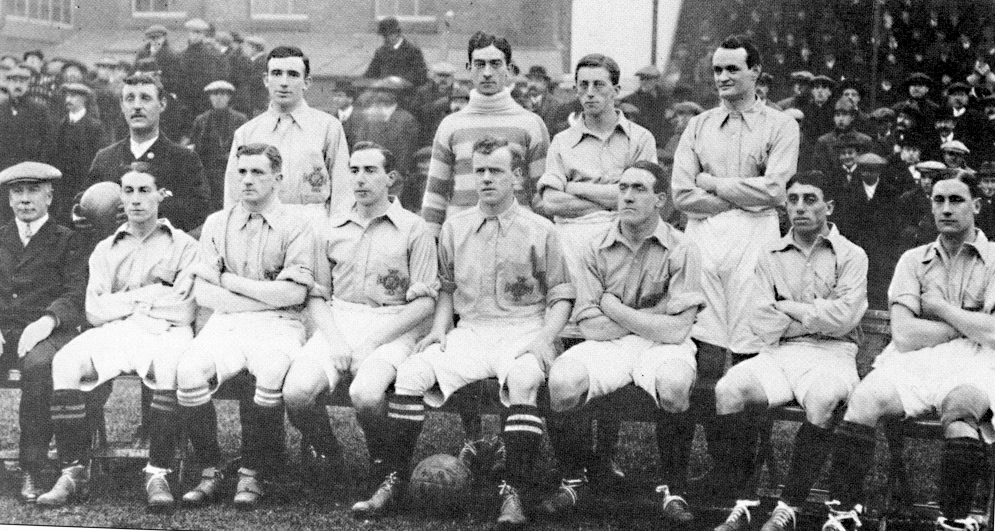
منتخب أيرلندا الفائز بالبطولة البريطانية 1913-1914

شاركت أيرلندا في البطولة البريطانية منذ أنطلاقتها عام 1884، وكان أكبر نجاح حققته ايرلندا في كرة القدم عندما فازت في البطولة البريطانية 1913-1914. وكان أساس ذلك النجاح قد وضعت لبنته قبل أكثر من عشر سنوات عندما بدأت أيرلندا في فترة مبكرة بتعيين واستخدام مدربين لمنتخباتها الوطنية، للمرة الأولى في تاريخ كرة القدم الحديثة التي يكون فيها مدرباً لمنتخب وطني. ففي 20 فبراير 1897 عندما كان بيلي كرون المسؤول عن فريق ايرلندا الذي خسر 6-0 ممن إنجلترا، وفاز علة ويلز في 19 شباط 1898، وفي 4 مارس 1899 درب أيرلندا هيو مكاتير، في 24 فبراير 1900 درب روبرت تورانس منتخب أيرلندا في مباراته ضد ويلز. وفي عام 1914 عاد مكاتير مرة أخرى لتدريب أيرلندا ويقودها بنجاح في البطولة البريطانية.
في عام 1899 أيضا غير الـ(IFA) القواعد التي تحكم اختيار اللاعبين غير المقيمين في أيرلندا. حيث كان قبل ذلك التاريخ يتم اختيار لاعبي فريق أيرلندا بشكل حصري من الدوري الأيرلندي، ولا سيما الأندية الثلاث التي توجد في العاصمة بلفاست (لينفيلد، كليفتونفيل ودستليري). وفي 4 مارس 1899 في المباراة التي خاضتها أيرلندا ضد ويلز، أستدعى المدرب هيو مكاتير أربعة لاعبين ايرلنديين يلعبون في إنجلترا، وأنتج ذلك التغيير في سياسة الأتحاد الأيرلندي الفوز بنتيجة 1-0. وفي 25 آذار كان أحد هؤلاء اللاعبين الأربعة، ارشي غودال، يبلغ عمره 34 عاما و 279 يوما، حيث أصبح أكبر لاعب يسجل على المستوى الدولي خلال القرن ال19 عندما سجل هدفا في المباراة التي فازت بها اسكتلندا 9-1، وقد ظل هذا اللاعب مستمرا باللعب للمنتخب الأيرلندي حتى بلغ ال40 من عمره. وفي 28 آذار 1903، سجل الهدف الأول في مباراة الفوز 2-0 على ويلز في البطولة البريطانية 1902-1903 وأصبح أكبر من يسجل في تاريخ ايرلندا حيث كان عمره حينها 38 عاما و 283 يوما، حيث قاد ارشي غودال فريق أيرلندا الذي ضم أيضاً (جاك كيروان، بيلي سكوت، بيلي مكراكين وروبرت ميلن) إلى الفوز بلقب البطولة بالمشاركة مع إنجلترا واسكتلندا. بعد أن كان اللقب حكراً على هذين الفريقين، على الرغم من خسارته المباراة الافتتاحية 0-4 من إنجلترا، ثم تغلب 2-0 على اسكتلندا للمرة الأولى في تاريخه على ملعب سلتيك بارك.
في عام 1914 أستطاعت ايرلندا الذهاب لمرحلة أبعد عندما فازت في البطولة بصورة مباشرة. وانضم هاريس وغيليسبي إلى تشكيلة الفريق مع مجموعة أخرى من اللاعبين منهم باتريك أكنيل وبيل ليسي. وسجل غيليسبي هدفين ليقود أيرلندا بالفوز على ويلز 2-1، ثم فازت على إنجلترا 3-0 في ملعب ايريسوم بارك بمدينة ميدلزبرة. واستطاعت أيرلندا انتزاع اللقب بعد التعادل 1-1 مع اسكتلندا على أرضها، وكانت تلك آخر مباراة لهم حتى نهاية الحرب العالمية الأولى.

## سنوات ما بين الحربين العالميتين
بعد انتهاء الحرب العالمية الأولى، استأنفت البطولة البريطانية في أكتوبر 1919، وافتتحت ايرلندا الفريق الفائز بآخر بطولة مبارياتها بالتعادل مع إنجلترا 1-1 في ويندسور بارك. ومن ثم تعادلت مع ويلز 2-2 في كارديف وخسرت آخر مبارياتها 0-2 أمام اسكتلندا لتنهى البطولة في المركز الأخير.
لم يستطع منتخب أيرلندا تكرار أنجاز 1914، وتمكن فقط من الحصول على المركز الثاني مرتين في العشرين عاما التالية. ولكنه قدم مستويات جيدة في بعض المباريات، منها المباراة التي فاز بها على منتخب انكلترا 2-1 في ويندسور بارك في 10 أكتوبر 1923 مع فريق يضم (توم فاركوهارسون، سام ايرفينغ، بوبي ايرفينن، وبيلي جيليسبي). خلال عقد العشرينات أستطاع بيلي غيليسبي تسجيل ثلاثة عشر هدفا في مبارياته الدولية، منها سبعة على إنجلترا. وظل الهداف التاريخي لأيرلندا حتى عادل رقمه القياسي اللاعب كولين كلارك عام 1992 وكسره ديفيد هيلي في عام 2004، حيث ظل هذا الرقم صامداً ما يقارب من 80 عاماً.
طوال السنوات الأولى لمنتخب ايرلندا ظل يلعب مبارياته حصرا ضد منتخبات إنجلترا واسكتلندا وويلز، سواء كانت مباريات ودية أو في البطولة الوطنية البريطانية. حتى 1922 عندما لعبت ضد النرويج، حيث كانت تلك أول مباراة مع منتخب من خارج بريطانيا، ثم جنوب أفريقيا عام 1924 وفرنسا 1929، ولكن هذه المباريات محل شك تاريخياً لأسباب مختلفة، منها قد تكون كون لاعبين تلك الفرق من الهواة أو كونها فرق محلية أو من الاجانب المقيمين في بريطانيا.
في 10 أكتوبر 1927 افتتحت أيرلندا البطولة البريطانية بالفوز على إنجلترا 2-0 في ويندسور بارك، لكنها خسرت مباراتها الثانية أما ويلز 0-2 في بلفاست مما جعل البطولة بعيدة المنال، واستطاعت أيرلندا هزيمة اسكتلندا 1-0 في المباراة الأخيرة لتنهي البطولة بالمركز الثاني بعد ويلز، زكان ذلك الفوز هو الأول على الاسكتلنديين في ثمانية عشر عاماً.
في 2 فبراير 1930 فازت ايرلندا على ويلز 7-0 مع جو بامبريك الذي سجل ستة من الأهداف السبعة. ولا يزال هذا الفوز هو الأكبر في سجلات الفريق حتى يومنا هذا، وظلت هذه الأهداف الأهداف اللتي سجلها بامبريك أعلى حصيلة للاعب في مباراة واحدة في تاريخ المسابقة البريطانية، ايرلندا بعد ذلك ظلت تلعب في البطولة لتفادي المركز الأخير حتى اندلاع الحرب العالمية الثانية في أوروبا، فتوقفت البطولة البريطانية مرة أخرى بعد موسم 1938-1939 الذي انهته أيرلندا بخسارة جميع المباريات.

## الاتحاد الأيرلندي (IFA) ضد اتحاد أيرلند (FAI)
في عام 1920 تم تقسيم ايرلندا إلى ايرلندا شمالية وأيرلندا جنوبية. وفي عام 1922 أعلن جنوب أيرلندا تأسيس الدولة الأيرلندية الحرة كدومينيون مستقل من دول الكومنولث البريطاني، حتى 29 كانون الأول 1937 عندما أعلنت جمهورية أيرلندا لتنفصل بشكل نهائي عن بريطانيا. وسط هذه الاضطرابات السياسية، كان الاتحاد الأيرلندي (IFA) يمارس مهامه ومسؤولياته منذ عام 1880، ولكن في عام 1921 ظهر اتحاد جديد داخل الأراضي الايرلندية عرف بأسم اتحاد ايرلندا لكرة القدم (FAI)، وكان مقره في دبلن وقام بتنظيم دوري كرة قدم ومنتخب وطني منفصل. وفي عام 1923 حصل الـ (FAI) على اعتراف الفيفا بشرط أن يغير اسمه إلى «اتحاد كرة القدم في الدولة الأيرلندية الحرة». وفي الوقت نفسه واصل الاتحاد الأيرلندي (IFA) تنظيم فريقه الوطني على أساس انه يمثل كل أيرلندا، داعياً بانتظام لاعبي الدولة الحرة لتمثيل المنتخب الوطني الأيرلندي.
منذ عام 1936، بدأ الـ (FAI) تنظيم المنتخب الأيرلندي الخاص به على أساس ان يمثل أيضاً كل ايرلندا. وصار كلا الفريقين يلعب باسم أيرلندا، وخلال هذه الحقبة تناوب 39 لاعباً على الأقل على تمثيل كلا الفريقين في المباريات الدولية، حيث كان اللاعب يمثل فريق في مباراة ثم يعود وتمثيل الفريق الثاني بمبارة أخرى.
بين عامي 1928 و 1946 لم يكن اتحاد (IFA) تابعاً للفيفا وكان كلا الفريقين الأيرلنديين متواجدين، ولكنهما لم يخوضا أي مسابقة مشتركة حتى عام 1949، عندما شارك الفريقان في التصفيات المؤهلة لنهائيات كأس العالم 1950.

## نهاية الحقبة الموحدة
خلال الحرب العالمية الثانية تم تعليق جميع النشاطات الرياضية الدولية والمحلية، ولكن خلال هذه الفترة لعبت أيرلندا مباراة غير رسمية ضد فريق القوات المسلحة البريطانية، والذي كان من الفرق القوية في بريطانيا العظمى لما يحتوي من لاعبين مشهورين لعبوا فيه أثناء تأديتهم الخدمة العسكرية من امثال مات بسبي، ستانلي ماثيوس، تومي لاوتون وستان مورتنسن. وشهدت تلك المباراة نسبة تهديف عالية حيث خسرتها ايرلندا بنتيجة 4-8، وكانت جميع أهداف المنتخب الأيرلندي الأربعة من تسجيل اللاعب بيتر دوهرتي.
في عام 1946، عندما أستأنفت البطولة البريطانية إثر انتهاء الحرب العالمية الثانية، تم تسليط الضوء على انقسام الـ (IFA) والـ (FAI) عندما لعبت إنجلترا مع كلا الفريقين في نفس الأسبوع. فطالب الاتحاد الانجليزي «نقلا عن أحكام الاتحاد الدولي بهذا الشأن» كلا الأتحادين بتحديد اختصاصها في اختيار اللاعبين. حيث لعبت إنجلترا في 28 سبتمبر بمدينة بلفاست في افتتاح البطولة البريطانية ضد ايرلند الـ (IFA) وفازت بها 7-2، ثم لعبت في 30 سبتمبر في دبلن مباراة ودية ضد منتخب الـ (FAI) وخسرتها 0-1، وكان اثنان من اللاعبين اللذين لعبوا في تلك المباراتين قد لعبوا للمنتخبين الايرلنديين ضد أنجلترا. وفي 27 تشرين الثاني كان سبعة لاعبين ولدوا في مناطق جمهورية أيرلندا (التابعة لأتحاد الـ FAI) منهم جوني كاري، بيتر فاريل وكون مارتن، لعبوا مع منتخب الـ (IFA) في المباراة التي انتهت بالتعادل 0-0 مع اسكتلندا في البطولة البريطانية وساعد ذلك التعادل بحصول الفريق على مركز الوصيف في البطولة البريطانية 1946-1947.
منذ ذلك الحين وحتى البطولة البريطانية في موسم 1949-1950، كان يتم أختيار لاعبي منتخب ايرلندا (IFA) في البطولة من الأيرلندتين بانتظام حيث كان في كل بطولة يتم اختيار من 5-7 لاعبين ولدوا في الدولة الحرة وحققوا فيها نتائج جيدة، بما في ذلك الفوز 2-0 على اسكتلندا في 4 أكتوبر 1947 والتعادل 2-2 مع إنجلترا في غوديسون بارك يوم 5 نوفمبر من العام نفسه.
الاتحاد الأيرلندي لكرة القدم (IFA)، جنبا إلى جنب مع باقي الاتحادات الأخرى عاد إلى المنافسة في بطولة كأس العالم لكرة القدم. وقد اعتبرت البطولة الوطنية البريطانية في 1949-1950 بمثابة تصفيات كاس العالم. وشاركت فيها أيرلندا وكانت أول مرة تخوض تصفيات مؤهلة لكأس العالم، وخسرت 2-8 مع اسكتلندا و2-9 من إنجلترا وتعادلت 0-0 مع ويلز في آخر مباراة. أوفد اتحاد IFA فريقاً موحداً من أيرلندا للمرة الأخيرة. وضم الفريق أربعة لاعبين ولدوا في ايرلندا الحرة (توم إيهيرن، ريغ ريان، ديفي وولش، وقائد الفريق كون مارتن)، وكان هولاء الأربعة قد لعبوا قبل مدة أيضاً لفريق أيرلندا (FAI) في نفس التصفيات المؤهلة، وكان من الممكن لهولاء اللاعبون اللعب لمنتخبين في نفس البطولة لو تأهل الفريقين لكأس العالم.
بعد تلك التصفيات أتخذ اتحاد الـ(FAI) خطوات لمنع اللاعبين المتواجدين في جمهورية أيرلندا التحول لفريق أيرلندا (IFA). وضغطت على جميع لاعبين جمهورية ايرلندا في المملكة المتحدة بالتوقيع على تعهد بعدم اللعب لمنتخب أيرلندا (IFA). وكان آخرهم اللاعب جاكي كاري في أبريل 1950. وهدد الـ (FAI) بعدم منح شهادات براءة الذمة للاعبين الجمهورية المحترفين في الخارج إلا إذا قدموا تعهداً بعدم اللعب لمنتخب أيرلندا (IFA). وفي أبريل 1951، اشتكى الأتحاد الأيرلندي (IFA) إلى الفيفا. وكان جواب الفيفا ان ذلك مخالفاً لأنظمتها، وإن المنتخب الأيرلندي التابع إلى الـ (IFA) لا يمكن اختيار اللاعبين من «مواطني جمهورية ايرلندا.» باستثناء ألعاب البطولة الوطنية البريطانية، كما اتفق عليه مع مجلس الاتحاد الدولي IFAB في ليفربول عام 1923 في منع تدخل الفيفا في العلاقات بين الأمم البريطانية الرئيسية الأربعة. ومع ذلك، فإن هذا الاستثناء لا ينطبق إلا «إذا كان اتحاد ايرلندا لكرة القدم لا يعترض على ذلك»، وهذا الشيء لم يحصل ابداً.
استمر الاتحاد الأيرلندي الـ(IFA) واتحاد أيرلندا الـ(FAI) المنافسة على اسم أيرلندا. ففي مؤتمر الفيفا في عام 1953، تم تعديل المادة 3 الخاصة بها والتي اشترطت ان تكون تسمية أي فريق دولي يجب أن تكون «معترف بها سياسيا وجغرافيا للبلدان أو الأقاليم». فأعتبر اتحاد الـ(FAI) إن المادة 3 أعطت له الحق بالحصول على اسم أيرلندا، لكن الفيفا قضت في وقت بأن لا يحق لأي من الفريقين أن يشير إلى أسم أيرلندا، معلناً أن فريق FAI أصبح رسميا يحمل اسم منتخب جمهورية أيرلندا، بينما كان فريق (IFA) أصبح يحمل أسم منتخب أيرلندا الشمالية، فاعترض الاتحاد الأيرلندي الـ(IFA) عام 1954 باعتباره الممثل التاريخي لمنتخب أيرلندا فسمح له الاستمرار في استخدام اسم أيرلندا بناءاً على اتفاق 1923. واستمر ذلك حتى أواخر عام 1970.

## الملاعب الرئيسية
حتى 1899 لعبت أيرلندا جميع مبارياتها المحلية في مدينة بلفاست، وكانت أول مبارياتها على الصعيد الدولي ضد إنكلترا على أرضية ملعب بلومفيلد. ثم لعبت مبارياتها في فترة لاحقة خلال ثمانينات القرن التاسع عشر في ملعب للكريكت بمدينة أولستر، وفي عقد التسعينات لعبت في ملعب سوليتيود، وملعب كليفتونفيل، وفي أوائل القرن العشرين لعبت في جروسفينور بارك، وبعد ذلك في ديستيليري، وشوغراند في بالمورال.
في 17 مارس 1900 صادف يوم القديس باتريك، لعبت أيرلندا مباراتها الأولى في دبلن في ملعب لانسداون رود وخسرتها 0-2 من انكلترا. وفي 26 مارس 1904 لعبت أيرلندا مباراتها في داليمونت بارك انتهت بالتعادل 1-1 مع اسكتلندا . في عام 1904 أصبح داليمونت بارك الملعب الرئيسي لمنتخب أيرلندا حتى تم الانتهاء من ملعب ويندسور بارك عام 1905، وبعد تقسيم أيرلندا، أصبح الملعب الرئيسي لمنتخب أيرلندا الشمالية.

## الشعار والزي الرسمي
منذ بداية منتخب أيرلندا ارتدى مجموعة متنوعة من الألوان، بما في ذلك الأخضر والأبيض والأزرق. وكانت الألوان الأولى «القميص الأزرق الملكي والسراويل البيضاء». حيث استخدم هذ اللون منذ تأسيسه حتى سبتمبر 1931. حيث كان اللون الأزرق هو اللون الوطني الذي يرمز إلى القديس باتريك منذ عهد النورمان، واستخدم من قبل العديد من الفرق الرياضية الايرلندية الأخرى، بما في ذلك جمعية دبلن للرياضات الغالية، فريق لاينستر للركبي ونادي دبلن لكرة القدم.
في عام 1931 تم تغيير القمصان إلى اللون الأخضر، ولا يزال هذا اللون يرتديه منتخب أيرلندا الشمالية الحالي. وكان السبب الرئيسي في تغيير الألوان هو لتفادي الصدام مع اسكتلندا، الذين كانوا يرتدون اللون الأزرق أيضاً.
أستخدم الاتحاد الايرلندي شعار الصليب السلتي المزركش مع قيثارة في الوسط، وتم تغيير الشعار خلال ثلاثينات القرن العشرين حتى منتصف الخمسينات بسبب المنافسة بين الاتحادين الايرلنديين على تمثيل كل ايرلندا.
ولكن بعد عام 1954 أعيد استخدام نفس الشعار السابق الذي استمر حتى وقتنا الحالي ولكن بشكل جديد كشعار للاتحاد الأيرلندي الشمالي ومنتخب ايرلندا الشمالية في المنافسات الدولية.

## المشاركات والالقاب

### البطولة الوطنية البريطانية
- البطل:  مرتين موسم (1913-1914) وموسم (1902-1903) شارك اللقب مع إنجلترا واسكتلندا
- الوصيف:  5 مرات (1903-1904)، (1925-1926)، (1927-1928)، (1937-1938)، (1946-1947).

### كأس العالم
أثناء التحضير لدورة الألعاب الأولمبية عام 1928، حكمت الفيفا على جميع الاتحادات المنضوية تحت لوائها بتغطية نفقات أصابات اللاعبين من قبل بلدانها الذين يشاركون في الدورة. وهذا ما اعتبروه تدخلا غير مقبول، فعقدت إثر ذلك اتحادات كرة القدم في اسكتلندا وإنجلترا وايرلندا وويلز في اجتماعاً أعلنت فيه الاستقالة من الفيفا. ونتيجة لذلك، أيرلندا لم تنافس في بطولات كأس العالم الثلاثة الأولى عام 1930 و1934 و1938، وعادت وشاركت في تصفيات كأس العالم عام 1950 ولكنها فشلت في التأهل.

## الهوامش
1. ↑  footballdatabase نسخة محفوظة 26 أبريل 2016 على موقع واي باك مشين.
2. ↑  Northern Ireland Programmes 1968-1972 نسخة محفوظة 15 أغسطس 2017 على موقع واي باك مشين.
3. ↑  Shaw Gillespie نسخة محفوظة 04 مارس 2016 على موقع واي باك مشين.
4. ↑  Disputed Internationals نسخة محفوظة 04 مارس 2016 على موقع واي باك مشين.
5. ↑  Dual Internationalists نسخة محفوظة 16 أغسطس 2017 على موقع واي باك مشين.
6. ↑  England - War-Time/Victory Internationals نسخة محفوظة 30 يوليو 2017 على موقع واي باك مشين.
7. ↑  Players Appearing for Two or More Countries نسخة محفوظة 10 يوليو 2017 على موقع واي باك مشين.
8. ↑  The Republic of Ireland Act,1948 نسخة محفوظة 30 نوفمبر 2017 على موقع واي باك مشين.
9. ↑  FAI History: 1930 - 1959 موقع اتحاد جمهورية أيرلندا لكرة القدم(FAI) نسخة محفوظة 12 ديسمبر 2017 على موقع واي باك مشين.
10. ↑  WHEN WE WORE BLUE نسخة محفوظة 24 أبريل 2020 على موقع واي باك مشين.
11. ↑  British Society of Sports History  نسخة محفوظة 3 مايو 2017 على موقع واي باك مشين.

## وصلات خارجية
- الاتحاد الايرلندي الشمالي لكرة القدم
- اتحاد جمهورية أيرلندا لكرة القدم
- مؤسسة إحصاءات رياضة كرة القدم
  - نتائج منتخب أيرلندا الشمالية
  - نتائج البطولة البريطانية من عام 1900 حتى عام 1984